# چه کسی مادلین را بوسید؟
چه کسی مادلین را بوسید؟ (انگلیسی: Who's Kissing Madeleine?) یک فیلم به کارگردانی ویکتور یانسون است که در سال ۱۹۳۹ منتشر شد.

## بازیگران
- ماگدا اشنایدر
- هربرت هوبنر
- هرتی کرچنر
- پاول دالکه
- پاول بیلت
- رودولف پلاته